# 미노부선
미노부선(일본어: 身延線)은 일본 시즈오카현 후지시의 후지역과 야마나시현 고후시의 고후역을 잇는 도카이 여객철도의 철도 노선(지방 교통선)이다.

## 개요
스루가만 연안부부터 고후 분지에 걸쳐서, 후지산과 아카이시산맥(남알프스)으로 끼웠던 후지강의 지역을 달리는 산악 노선이다. 전 노선에 건너는 후지 강의 좌안(동쪽)을 지나, 본류를 건너는 것은 없다. 북쪽은 고후 분지내의 가지카자와구치역, 남쪽은 니시후지노미야역 부근까지 지형이 펴지고 있어, 연선 인구가 많은 양단부로의 구간 운전도 많다. 또한 주쿄 지방 이서와 야마나시 현을 왕래하는 가장 이용하기 얕은 철도 경로로, 시즈오카역에서 도카이도 신칸센과 접속하는 특급 '후지카와'가 운전되어 장거리 수송도 담당한다.
2027년 개업예정의 주오 신칸센과 교차할 지점에 인접역을 마련할 계획이 있다. 2011년 6월에 발표되었던 위치안으로 기중 위치로 설치될 일이 명확하며, 야마나시 현에서는 주오시에 있는 오이가와역, 히가시하나와역 및 쇼와정에 있는 조에이역이 범위로 되어 있다.
후지역 - 후지노미야역 간은 IC 승차카드 TOICA의 이용 지역에 포함되어 있다.

## 노선 정보
- 관할 (사업 종별) : 도카이 여객철도 (제 1 종 철도사업자)
- 노선 거리 (영업 거리) : 88.4km
- 궤간 : 1067mm
- 최고 속도 : 85km/h
- 역 수 : 39 (기·종점역 포함)
  - 미노부 선 소속역으로 한정된 경우, 도카이도 본선 소속의 후지역 및 주오 본선 소속의 고후역이 제외되어 37역이 된다.
- 복선 구간 : 후지역 - 후지노미야역 간
- 전철화 구간 : 전 노선 전철화 (직류 1,500V)
- 폐색 방식 : 복선 자동 페색식(후지역 - 후지노미야역 간), 특수 자동 폐색식(후지노미야역 - 고후역 간)
- 운전 지령소 : 시즈오카 종합 지령소

전 노선을 도카이 여객철도 시즈오카 지사가 관할하고 있다. 다만 고후역 제 1 장내 신호기(후지 기점 87.358km 지점)이서의 이 역 구내는 동일본 여객철도(JR 동일본) 하치오지 지사가 관할하고 있다.

## 역 목록
| 역 이름        | 일본어 이름 | 로마자 역명      | 역간 거리 (km) | 영업 거리 (km) | 접속 노선                     | 소재지     | 소재지         | 소재지           |
| -------------- | ----------- | ---------------- | -------------- | -------------- | ----------------------------- | ---------- | -------------- | ---------------- |
| 후지           | 富士        | Fuji             |                | 0.0            | 도카이 여객철도 도카이도 본선 | 시즈오카현 | 후지시         | 후지시           |
| 유노키         | 柚木        | Yunoki           | 1.5            | 1.5            |                               | 시즈오카현 | 후지시         | 후지시           |
| 다테보리       | 竪堀        | Tatebori         | 1.3            | 2.8            |                               | 시즈오카현 | 후지시         | 후지시           |
| 이리야마세     | 入山瀬      | Iriyamase        | 2.8            | 5.6            |                               | 시즈오카현 | 후지시         | 후지시           |
| 후지네         | 富士根      | Fujine           | 2.4            | 8.0            |                               | 시즈오카현 | 후지시         | 후지시           |
| 겐도지         | 源道寺      | Gendōji          | 1.3            | 9.3            |                               | 시즈오카현 | 후지노미야시   | 후지노미야시     |
| 후지노미야     | 富士宮      | Fujinomiya       | 1.4            | 10.7           |                               | 시즈오카현 | 후지노미야시   | 후지노미야시     |
| 니시후지노미야 | 西富士宮    | Nishi-fujinomiya | 1.2            | 11.9           |                               | 시즈오카현 | 후지노미야시   | 후지노미야시     |
| 누마쿠보       | 沼久保      | Numakubo         | 5.0            | 16.9           |                               | 시즈오카현 | 후지노미야시   | 후지노미야시     |
| 시바카와       | 芝川        | Shibakawa        | 2.3            | 19.2           |                               | 시즈오카현 | 후지노미야시   | 후지노미야시     |
| 이나코         | 稲子        | Inako            | 4.8            | 24.0           |                               | 시즈오카현 | 후지노미야시   | 후지노미야시     |
| 도오시마       | 十島        | Tōshima          | 2.3            | 26.3           |                               | 야마나시현 | 미나미코마군   | 난부정           |
| 이데           | 井出        | Ide              | 3.1            | 29.4           |                               | 야마나시현 | 미나미코마군   | 난부정           |
| 요리하타       | 寄畑        | Yorihata         | 2.5            | 31.9           |                               | 야마나시현 | 미나미코마군   | 난부정           |
| 우쓰부나       | 内船        | Utsubuna         | 2.2            | 34.1           |                               | 야마나시현 | 미나미코마군   | 난부정           |
| 가이오시마     | 甲斐大島    | Kai-ōshima       | 5.7            | 39.8           |                               | 야마나시현 | 미나미코마군   | 미노부정         |
| 미노부         | 身延        | Minobu           | 3.7            | 43.5           |                               | 야마나시현 | 미나미코마군   | 미노부정         |
| 시오노사와     | 塩之沢      | Shionosawa       | 2.2            | 45.7           |                               | 야마나시현 | 미나미코마군   | 미노부정         |
| 하다카지마     | 波高島      | Hadakajima       | 4.5            | 50.2           |                               | 야마나시현 | 미나미코마군   | 미노부정         |
| 시모베온센     | 下部温泉    | Shimobe-onsen    | 1.5            | 51.7           |                               | 야마나시현 | 미나미코마군   | 미노부정         |
| 가이토키와     | 甲斐常葉    | Kai-tokiwa       | 2.4            | 54.1           |                               | 야마나시현 | 미나미코마군   | 미노부정         |
| 이치노세       | 市ノ瀬      | Ichinose         | 2.0            | 56.1           |                               | 야마나시현 | 미나미코마군   | 미노부정         |
| 구나도         | 久那土      | Kunado           | 2.7            | 58.8           |                               | 야마나시현 | 미나미코마군   | 미노부정         |
| 가이이와마     | 甲斐岩間    | Kai-iwama        | 1.5            | 60.3           |                               | 야마나시현 | 니시야쓰시로군 | 이치카와미사토정 |
| 오치이         | 落居        | Ochii            | 1.5            | 61.8           |                               | 야마나시현 | 니시야쓰시로군 | 이치카와미사토정 |
| 가지카자와구치 | 鰍沢口      | Kazikajawaguchi  | 5.0            | 66.8           |                               | 야마나시현 | 니시야쓰시로군 | 이치카와미사토정 |
| 이치카와다이몬 | 市川大門    | Ichikawadaimon   | 3.0            | 69.8           |                               | 야마나시현 | 니시야쓰시로군 | 이치카와미사토정 |
| 이치카와혼마치 | 市川本町    | Ichikawahommachi | 0.9            | 70.7           |                               | 야마나시현 | 니시야쓰시로군 | 이치카와미사토정 |
| 아시가와       | 芦川        | Ashigawa         | 1.0            | 71.7           |                               | 야마나시현 | 니시야쓰시로군 | 이치카와미사토정 |
| 가이우에노     | 甲斐上野    | Kai-ueno         | 1.1            | 72.8           |                               | 야마나시현 | 니시야쓰시로군 | 이치카와미사토정 |
| 히가시하나와   | 東花輪      | Higashi-hanawa   | 3.5            | 76.3           |                               | 야마나시현 | 주오시         | 주오시           |
| 고이카와       | 小井川      | Koikawa          | 1.2            | 77.5           |                               | 야마나시현 | 주오시         | 주오시           |
| 조에이         | 常永        | Jōei             | 1.4            | 78.9           |                               | 야마나시현 | 나카코마군     | 쇼와정           |
| 고쿠보         | 国母        | Kokubo           | 2.3            | 81.2           |                               | 야마나시현 | 나카코마군     | 쇼와정           |
| 가이스미요시   | 甲斐住吉    | Kai-sumiyoshi    | 1.9            | 83.1           |                               | 야마나시현 | 고후시         | 고후시           |
| 미나미코후     | 南甲府      | Minami-kōfu      | 0.9            | 84.0           |                               | 야마나시현 | 고후시         | 고후시           |
| 젠코지         | 善光寺      | Zenkōji          | 2.3            | 86.3           |                               | 야마나시현 | 고후시         | 고후시           |
| 가넨테         | 金手        | Kanente          | 0.9            | 87.2           |                               | 야마나시현 | 고후시         | 고후시           |
| 고후           | 甲府        | Kōfu             | 1.2            | 88.4           | 동일본 여객철도 주오 본선     | 야마나시현 | 고후시         | 고후시           |